# Hypometalla purpurea
Hypometalla purpurea là một loài bướm đêm trong họ Geometridae.